# 孔氏南宗
孔氏南宗，是北宋末年以後在迁徙到中國浙江衢州的一支孔子後裔。

## 历史发展
靖康之難後，建炎二年（1128年）十一月，宋高宗赵构于扬州行宫举行继统后首次祀天大典，衍圣公孔端友与堂叔孔传奉诏陪位。孔端友返回曲阜后，因金兵大举入侵，遂恭负传家宝“孔子及亓官夫人楷木像”（据传为子贡亲手雕刻）、“唐吴道子绘孔子佩剑图”和“至圣文宣王庙祀朱印”等，与部分族人南迁，後家於浙江衢州。其子孫孔玠、孔搢、孔文遠、孔萬春、孔洙依次承襲衍圣公，史稱南宗。
元朝滅南宋后的至元十九年（1282年），元世祖議立孔子後，以寓衢者為大宗，欲召孔洙回曲阜襲封奉祀。孔洙稱先代廬墓在衢州，不忍離去，乃辞让。元世祖大加赞赏，称孔洙“宁违荣而不违亲，真圣人后也”。于是下诏免去孔洙的衍圣公爵号，任命其为国子祭酒、承务郎，兼提举浙东学校事，并赠给保护南宗林庙的玺书。同时，为避免南北两宗发生争执，又制定了《整治孔子弟子违犯家规》，既不许违犯圣朝授爵制度，亦不准背忘孔洙德让之风范。南宗失去爵位后，地位日衰，一度猥如庶氓。
弘治十八年（1505年），衢州知府沈傑擬〈為條陳孔氏家規以彰聖教〉，上奏明孝宗，「乞將衢州孔端友子孫一人，添授以世襲翰林院五經博士一員，以主家廟祭祀」。明武宗正德元年（1506年），遂冊封五十九代孫孔彥繩為正八品翰林院五经博士，子孫世襲。
民國二年（1913年），北洋政府頒布《崇聖典例》，保留衍聖公爵位，仍由北宗的前清衍聖公孔令貽襲爵，改南宗五經博士孔慶儀為大成至聖先師南宗奉祀官，世襲。1923年冬，孔慶儀去世，其子孔繁豪襲任。國民政府北伐後，孔令貽之子、衍聖公孔德成有感世襲爵位不宜存於民國，遂於1935年主動請求政府撤銷爵號。國民政府以為道統不可廢，乃改衍聖公作大成至聖先師奉祀官，享特任官的職位及待遇，相當於部長；而孔繁豪仍任大成至聖先師南宗奉祀官，享簡任官職位及待遇，約比照司長級，視特任官官階為低，與孟子「亞聖」、颜子「复聖」、曾子「宗聖」、子思「述聖」奉祀官同等級。1944年10月，孔繁豪去世，無子，乃以其二弟孔繁英長子孔祥楷受封。1949年，孔祥楷未隨國民政府遷台，南宗奉祀官世職遂廢。

## 南宗嫡派世系
- 四十八代孙，第三代衍聖公 孔端友，字子交，孔若蒙子，宋徽宗崇宁元年封，后随宋高宗南渡，为孔氏南宗之祖。
- 四十九代孙，第四代衍聖公 孔玠，字锡老，孔端操第四子，过继于孔端友为嗣。宋高宗绍兴二年袭封衍圣公。
- 五十代孙，第五代衍聖公 孔搢，字季绅，孔玠子，宋高宗绍兴二十四年，补授为右承奉郎，袭封衍圣公。
- 五十一代孙，第六代衍聖公 孔文遠，字绍光，孔搢子。宋光宗绍熙四年，授承奉郎，袭封衍圣公。
- 五十二代孙，第七代衍聖公 孔萬春，字耆年，孔文远子。宋理宗宝庆二年袭封衍圣公。
- 五十三代孙，第八代衍聖公 孔洙，字思鲁，一字景清，号存斋，孔万春子。宋理宗绍定四年，袭封衍圣公，任吉州通判。元至元十九年让爵于北宗胞弟孔治。孔洙无子，以孔传（即孔若古，孔子四十七世孙、端友族叔）六世孙孔津长子孔思许为嗣。
- 五十四代孙 孔思許，先名公许，字与道，一字鲁林。无子，以弟孔思俊第三子孔克忠为嗣。
- 五十五代孙 孔克忠，先名宏，字信夫，一字献夫。子二：希路、希尹。
- 五十六代孙 孔希路，又作希辂，原名希鲁，字士正，孔克忠子。子三：议、咏、让。[2]
- 五十七代孙 孔議，字明伯，子二：公诚、公信。
- 五十八代孙 孔公誠，字贵文，孔议子。子二：彦绳、彦绅。
- 五十九代孙 孔彥繩，字朝武，孔公诚子。正德元年授将仕郎，世袭翰林院五经博士，为孔氏南宗再次受袭封之始。子二：承美、承玉。
- 六十代孙 孔承美，字永实，一字畅翁，号菱湖，孔彦绳子。正德十四年承袭。
- 六十一代孙 孔弘章，字以达。孔承美子。嘉靖二十六年承袭。
- 六十二代孙 孔闻音，字知政，号南鲁，孔宏章子。万历五年承袭。
- 六十三代孙 孔貞運，字用行。孔闻音子。万历五年承袭。
- 六十四代孙 孔尚，字象元。孔貞運子，早逝未承袭。
- 六十五代孙 孔衍楨，字泗柯，孔尚乾子。顺治九年承袭。子二：兴灿、兴燫。
- 六十六代孙 孔興燫，字北衢。孔衍楨次子。康熙四十一年，因侄孙孔传钟无嗣而亡，承袭。
- 六十七代孙 孔毓垣，字东安。孔兴燫子。康熙五十三年承袭。
- 六十八代孙 孔传钟，孔兴灿孙，孔毓培子。孔兴灿康熙十一年卒，孔毓培康熙二十九年卒，孔传钟于康熙三十八年承袭，康熙四十年以十三岁病故。孔傳錦，字宫锡，号杏霞，孔毓垣子。雍正十三年承袭。
- 六十九代孙 孔繼濤，字念铭，原名继汤，孔傳錦子。早逝未承袭。
- 七十代孙 孔廣杓，字衡观，号太古，孔继涛子。嘉庆元年承袭。
- 七十一代孙 孔昭烜，字亘青，孔广杓子。嘉庆二十四年承袭。
- 七十二代孙 孔憲坤，字静一，孔昭烜子。道光十四年代主祠祀，道光十九年承袭，未几卒。无子，以同母弟孔宪堂代理祀事，咸丰五年孔宪堂卒，亦无子，以族弟孔宪型子孔庆仪继孔宪坤嗣。
- 七十三代孙 孔慶儀，字肖铿。孔宪堂亡故后，南宗族人公议以孔传锦五世孙孔宪型子孔庆镛为嗣。咸丰九年孔庆镛夭折，南宗族房公议以孔应发二十三代孙孔庆寿为孔宪坤嗣。同治三年孔庆寿亡故，无嗣，南宗族人争立孔宪型次子孔庆仪及族兄孔庆元，最终由孔庆仪过继孔宪坤为嗣。同治三年承袭。至民国世爵终止，改称南宗奉祀官。子三：繁豪、繁英、繁杰。
- 七十四代孙 孔繁豪，字孟雄，孔庆仪长子。民国13年（1924年）承袭南宗奉祀官。民国24年南京政府下令废爵，改称“大成至圣先师南宗奉祀官”。卒无子，以弟孔繁英子孔祥楷为嗣。
- 七十五代孙 孔祥楷，字子摹。民国三十六年（1947年）承袭。民国38年5月6日，奉祀官制终止。2021年9月28日病逝。曾任浙江省政协委员、衢州市政协副主席、衢州孔氏南宗家庙管理委员会主任。子一：令立。
- 七十六代孙 孔令立。孔祥楷子。现任南孔祭典主祭人。

## 南宗家规
- 第一条：遵制典。要求孔氏南宗子孙严守本分，遵崇制典，不得觊觎北宗衍圣公之位。为恐后世南北两派子孙“互相嫌隙，妄起争端”，因此严立规戒，“行令在衢子孙永遵制典，恪守祖风”，“有违者以不忠不孝论，审之重典，永不叙录”。
- 第七条：责报本。规定“南渡孔氏子孙，每十年一赴阙里，谒拜圣祖家庙，祭扫山林……就令会同南北宗谱，开保历代子孙名讳，居曲阜县者书引于前，居衢州府者书引于后……且以见我国家一统文明之化普及南北……”